# آنتونی کیست؟
آنتونی کیست؟ (به هندی: Anthony Kaun Hai?) فیلمی محصول سال ۲۰۰۶ و به کارگردانی راج کوشال است. در این فیلم بازیگرانی همچون سانجی دات، آرشاد وارسی، منیشا لامبا، راغوبیر یاداو، انوشا دندکار، گلشن گروور ایفای نقش کرده‌اند.